# Otrić-Seoci
Otrić-Seoci – wieś w Chorwacji, w żupanii dubrownicko-neretwiańskiej, siedziba gminy Pojezerje. W 2011 roku liczyła 657 mieszkańców.